# Echinoidea
Los equinoideos (Echinoidea), comúnmente conocidos como erizos de mar, son una clase del filo Equinodermos. Son de forma globosa o discoidal (dólares de arena), carecen de brazos y tienen un esqueleto externo, cubierto solo por la epidermis, constituido por numerosas placas calcáreas unidas entre sí rígidamente formando un caparazón, en las que se articulan las púas móviles. Viven en todos los fondos marinos, hasta los 2500 metros de profundidad. Han sido muy abundantes en diversas épocas geológicas desde su aparición en el Ordovícico. Comprenden unas 950 especies vivientes.

## Características generales
Poseen un acuífero que se comunica con el exterior mediante la placa madrepórica, situada junto al ano en la cara aboral (superior) del erizo. Del sistema acuífero derivan los podios o pies ambulacrales capaces de extenderse más allá de las espinas y cuya función es la locomoción, captura de alimentos, respiración, etc. El caparazón calcáreo está dividido en diez secciones soldadas íntimamente entre ellas que se dividen en cinco zonas radiales y cinco interradiales. En la parte superior encontramos cinco placas más pequeñas. Una de ellas es la placa madrepórica y las demás son placas genitales. Es en las placas radiales e interradiales donde están ancladas las espinas y donde hay unas perforaciones por las cuales la parte interior del erizo estará conectada con la exterior mediante los podios.

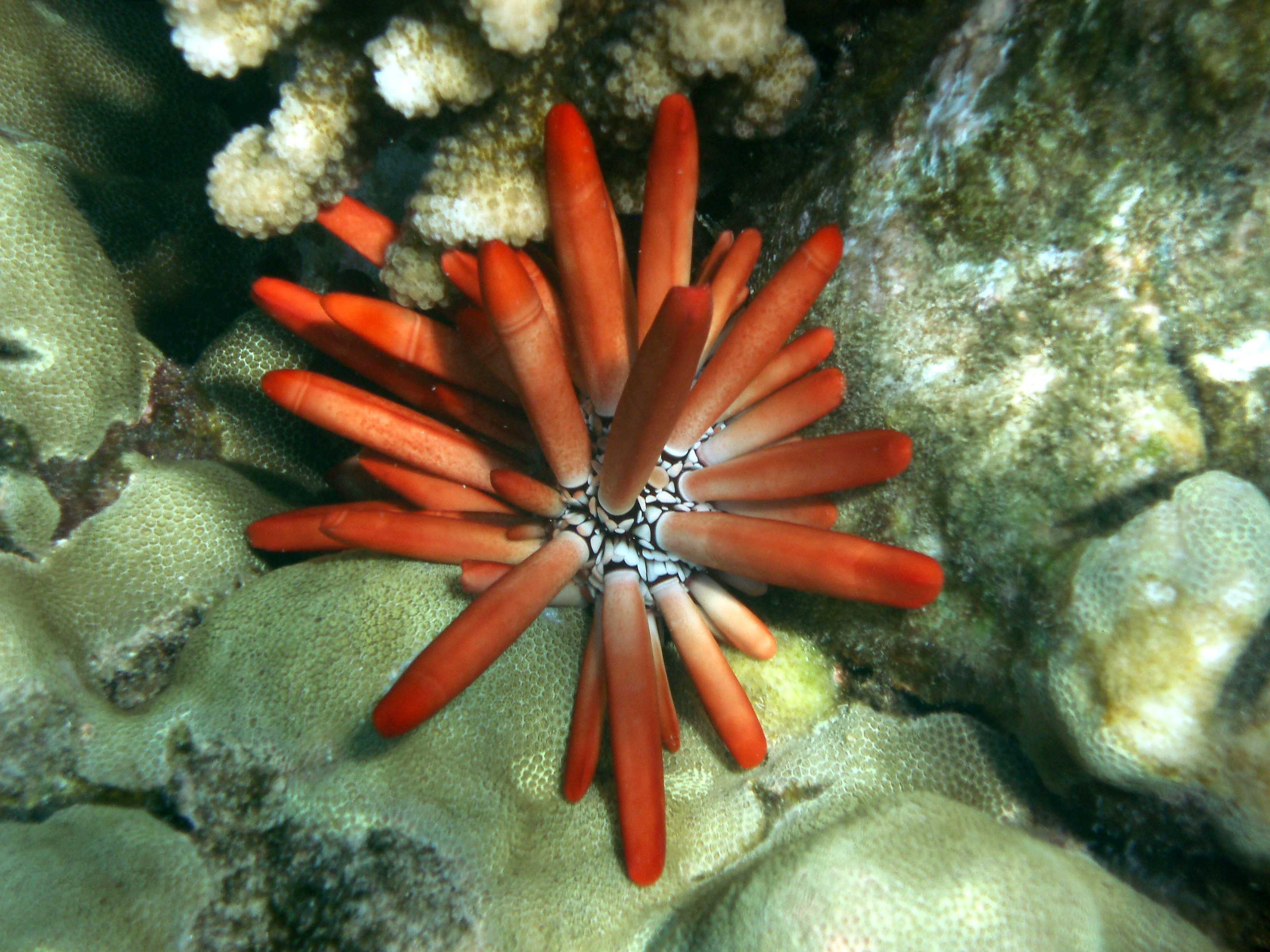
Heterocentrotus mammillatus de Hawái.

Entre las espinas existen unas estructuras llamadas pediceliarios, que poseen un bulbo brillante en la punta que con el contacto se abre transformándose en tres púas, que se abren y cierran, y que además poseen veneno. Generalmente estas estructuras en forma de tulipán (de solo 3 pétalos) tienen una función de limpieza.
El aparato digestivo está compuesto de un gran estómago y una boca situada en la cara oral (parte inferior) del erizo. En el interior, y situada cerca de la boca, encontramos una compleja estructura esquelética y muscular protráctil llamada linterna de Aristóteles; está formada por cinco dientes y el esqueleto que junto con la musculatura les dan soporte. Esta estructura se utiliza para raspar algas del sustrato y para despedazar el alimento en fragmentos de tamaño adecuado.
También usa los dientes para excavar refugios en sustratos duros y trepar por todo tipo de superficies. En el otro extremo del cuerpo está el ano, rodeado de diez placas: cinco grandes, en donde se localizan los orificios de sus órganos reproductores, y cinco pequeñas, formando el aparato apical.

## Biología y ecología

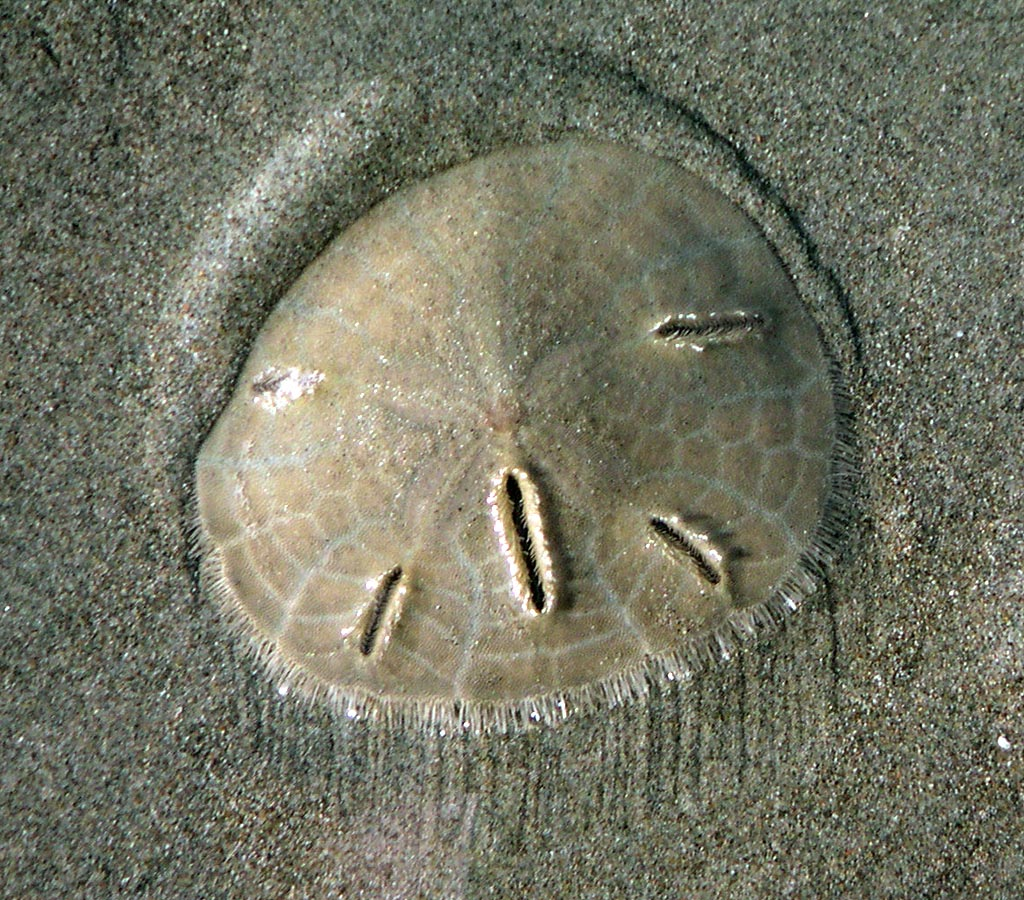
Mellita quinquiesperforata, un dólar de arena.

Los equinoideos son animales bentónicos que se desplazan lentamente sobre el sustrato marino gracias a la acción combinada de los pies ambulacrales y las espinas móviles.
Sus regímenes alimenticios son variados (herbívoro, suspensívoros, detritívoros y unos pocos depredadores).
Su forma de reproducción es exclusivamente sexual.
En las costas de Chile son comunes los denominados erizo negro (venenoso) y erizo rojo (comestible). En este último, es habitual encontrar un cangrejo parásito del género Pinaxodes Chilensis comúnmente llamado Pancora que se alimenta de los residuos del tracto terminal de su intestino.

## Clasificación

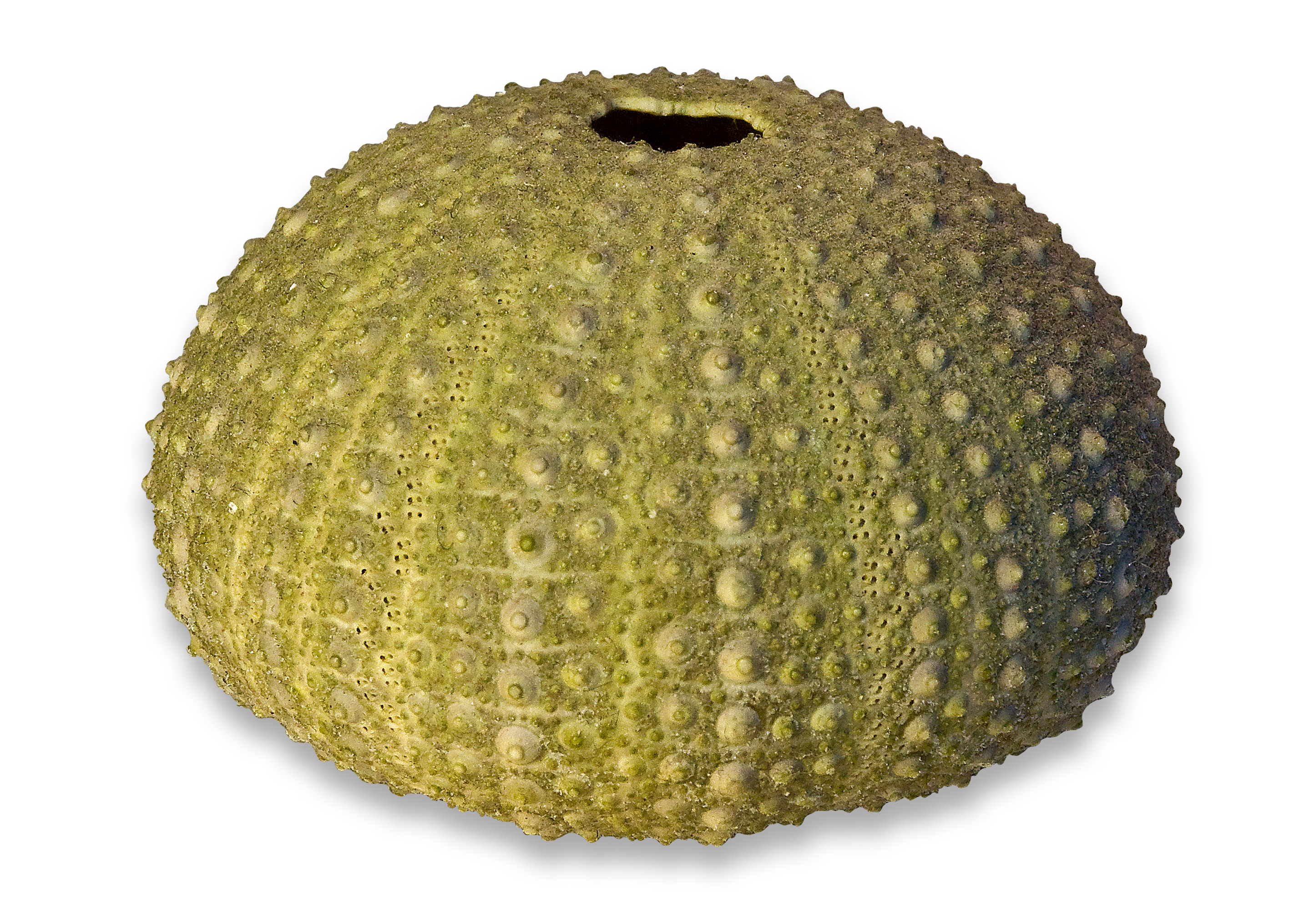
Psammechinus miliaris, caparazón sin púas.

Los erizos de mar tradicionalmente se dividían en dos subclases:

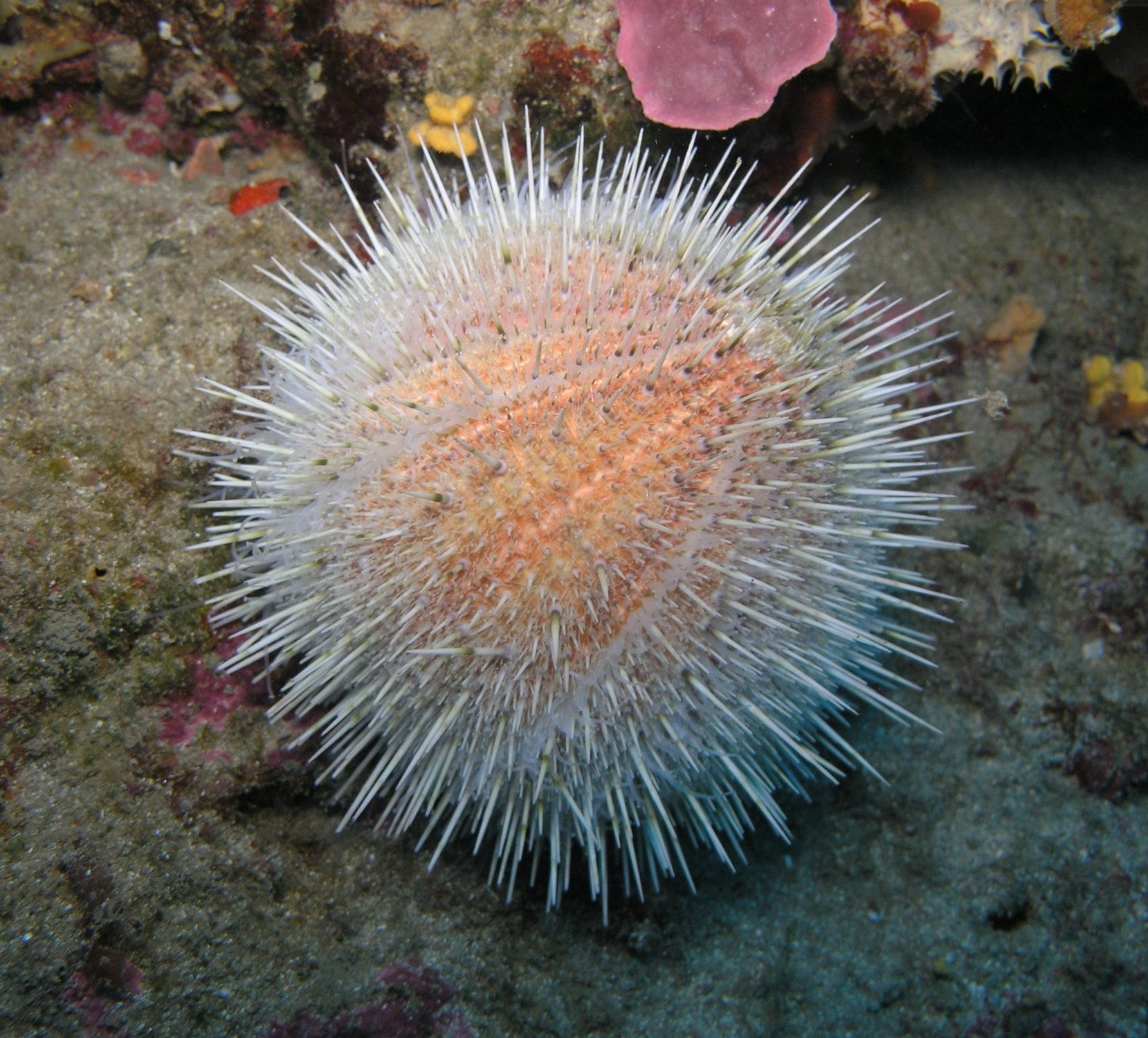
Echinus melo de Cerdeña.

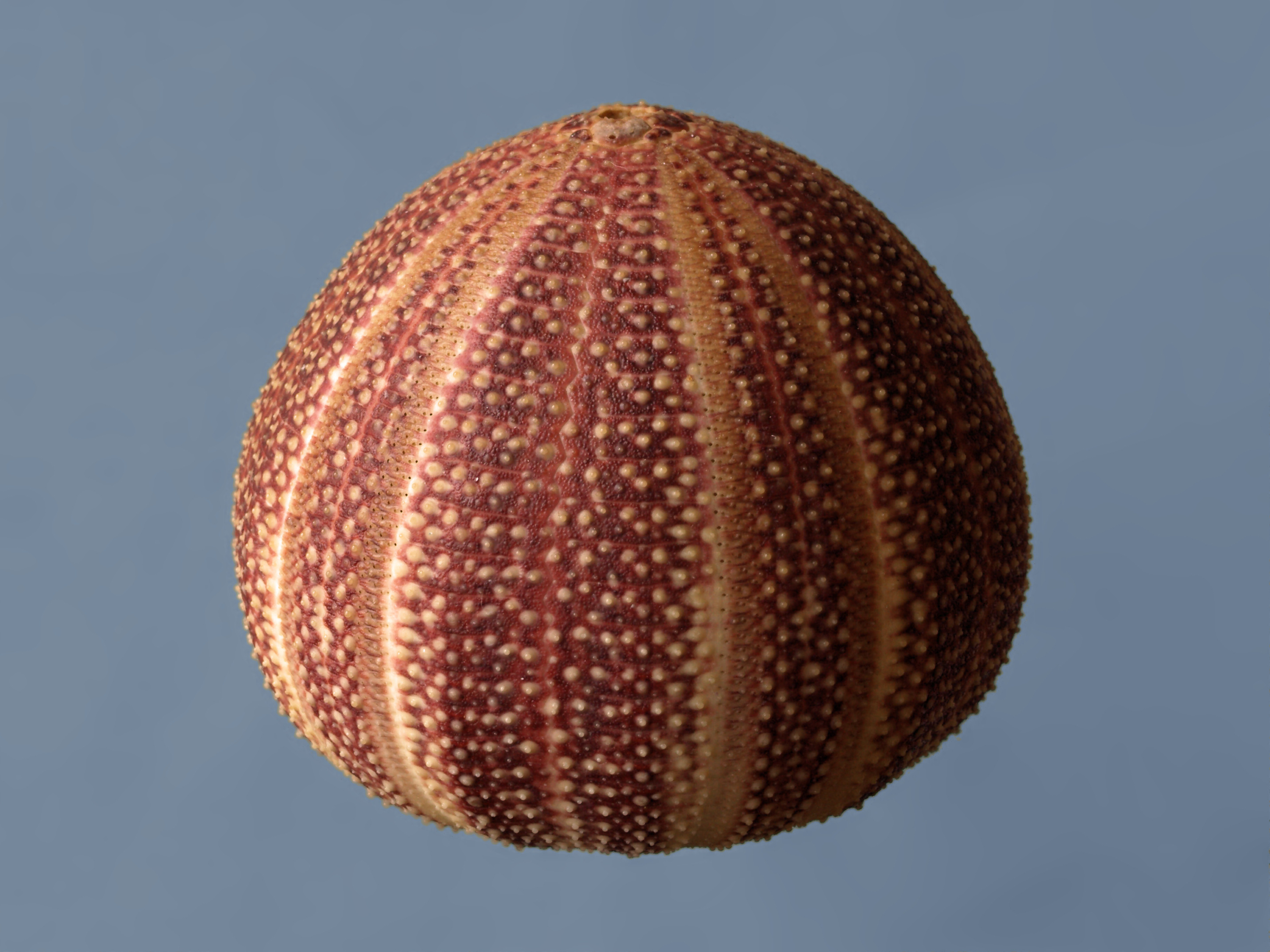
Echinus esculentus.

- Regularia, con simetría pentarradial.
- Irregularia, con simetría bilateral, a veces también llamados galletas o dólares de arena.

No obstante, esta vieja clasificación es totalmente artificial, y los equinólogos están trabajando en un nuevo esquema clasificatorio más natural. La clasificación que sigue proviene de Animal Diversity Web, en la que se distinguen dos subclases:
Subclase Euechinoidea. Agrupa a la mayoría de las especies actuales, incluyendo los antiguos Irregularia.
- Superorden Atelostomata
  - Orden Cassiduloida
  - Orden Spatangoida
- Superorden Diadematacea
  - Orden Diadematoida
  - Orden Echinothurioida
  - Orden Pedinoida
- Superorden Echinacea
  - Orden Arbacioida
  - Orden Echinoida
  - Orden Phymosomatoida
  - Orden Salenioida
  - Orden Temnopleuroida
- Superorden Gnathostomata
  - Orden Clypeasteroida
  - Orden Holectypoida

Subclase Perischoechinoidea. Erizos con grandes tubérculos de su corona donde se insertan unas gruesas espinas.
- Orden Cidaroida

Estas subclases son también admitidas por Brusca; no obstante, el esquema clasificatorio por debajo del nivel de subclase varía según los autores.

## Picaduras y tratamiento
Los erizos suelen encontrarse en las zonas rocosas, bien sea en la orilla o mar adentro. El contacto con sus púas produce dolor, escozor, eritema y, según las especies alguna otra sintomatología.

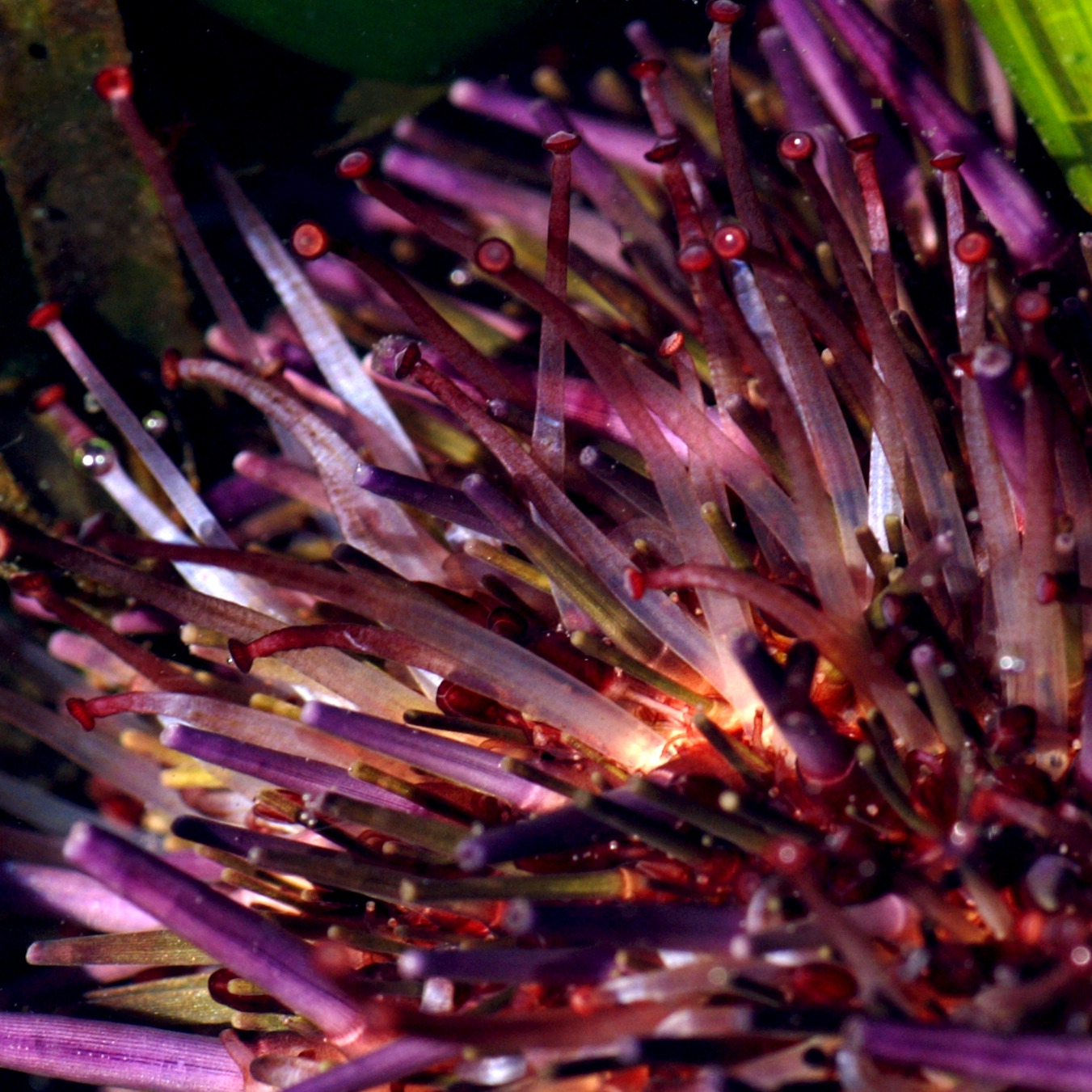
Detalle en que observan los pies ambulacrales entre las púas.

Los erizos de fuego como Asthenosoma varium, Asthenosoma intermedium y Areosoma pueden inocular sustancias venenosas, ya que sus púas secundarias finalizan en unos sacos que están cargados de glicoides, serotonina o sustancias similares a la acetilcolina. Este veneno puede ocasionar, además de intenso dolor, entumecimiento del miembro herido, cierta parálisis muscular o parestesias. Hasta que no se extraigan las púas, siguen desprendiendo veneno, lo que agrava la herida.

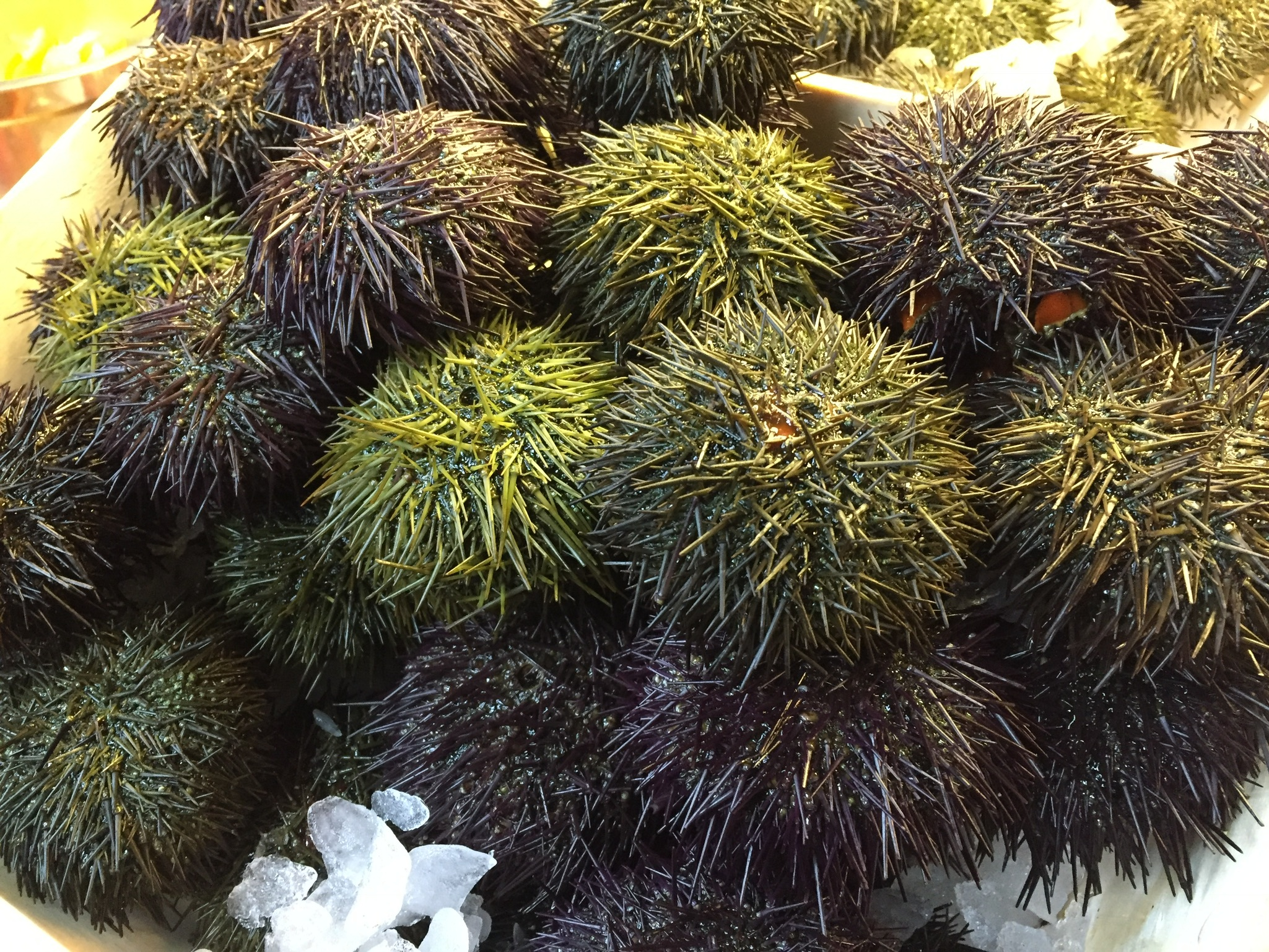
Erizos de Puerto Montt -.... Chile.

Los erizos del género Diadema tienen espinas extremadamente largas y afiladas que pueden llegar a partirse, con el consiguiente riesgo de infección y, si se alojan cerca de hueso o de una articulación, pueden causar periostitis o sinovitis.
En el caso del puercoespín marino (Centrostephalus longispinus), especie comestible, se han descrito algunos casos de intoxicación por la ingestión de sus gónadas o huevos, pero esto parece obedecer más a toxinas presentes en las algas que ingieren estos erizos que en algún veneno que produzcan ellos mismos.
El tratamiento ante un pinchazo será extraer las púas, con ayuda de una aguja esterilizada, limpiar y desinfectar. En caso de no poder extraerse fácilmente, habrá que reblandecer la zona con agua templada y sal. Si aun así no fuera posible su extracción, deberá recurrirse a métodos quirúrgicos. También es conveniente valorar la posibilidad de administrar la vacuna antitetánica.

## Gastronomía

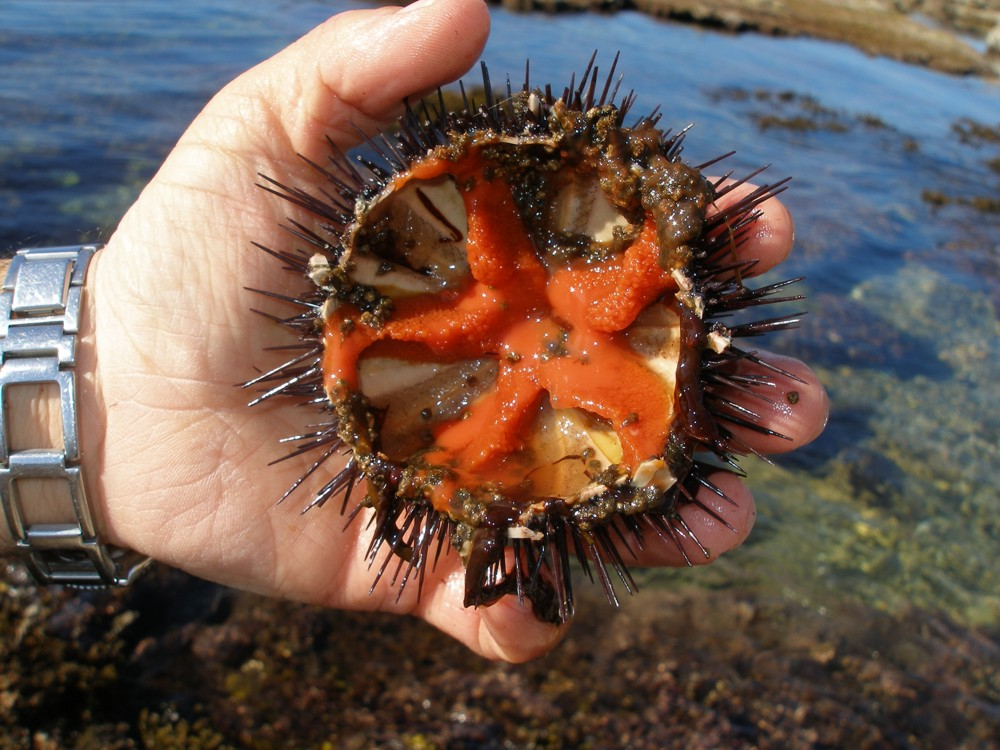
Las gónadas o mal llamadas "lenguas" (naranja) de los erizos son comestibles.

Sus gónadas son muy apreciadas gastronómicamente en varias partes del mundo, como España, Italia y Francia en Europa, Corea y Japón en Asia, y Chile, Panamá y Perú en América.

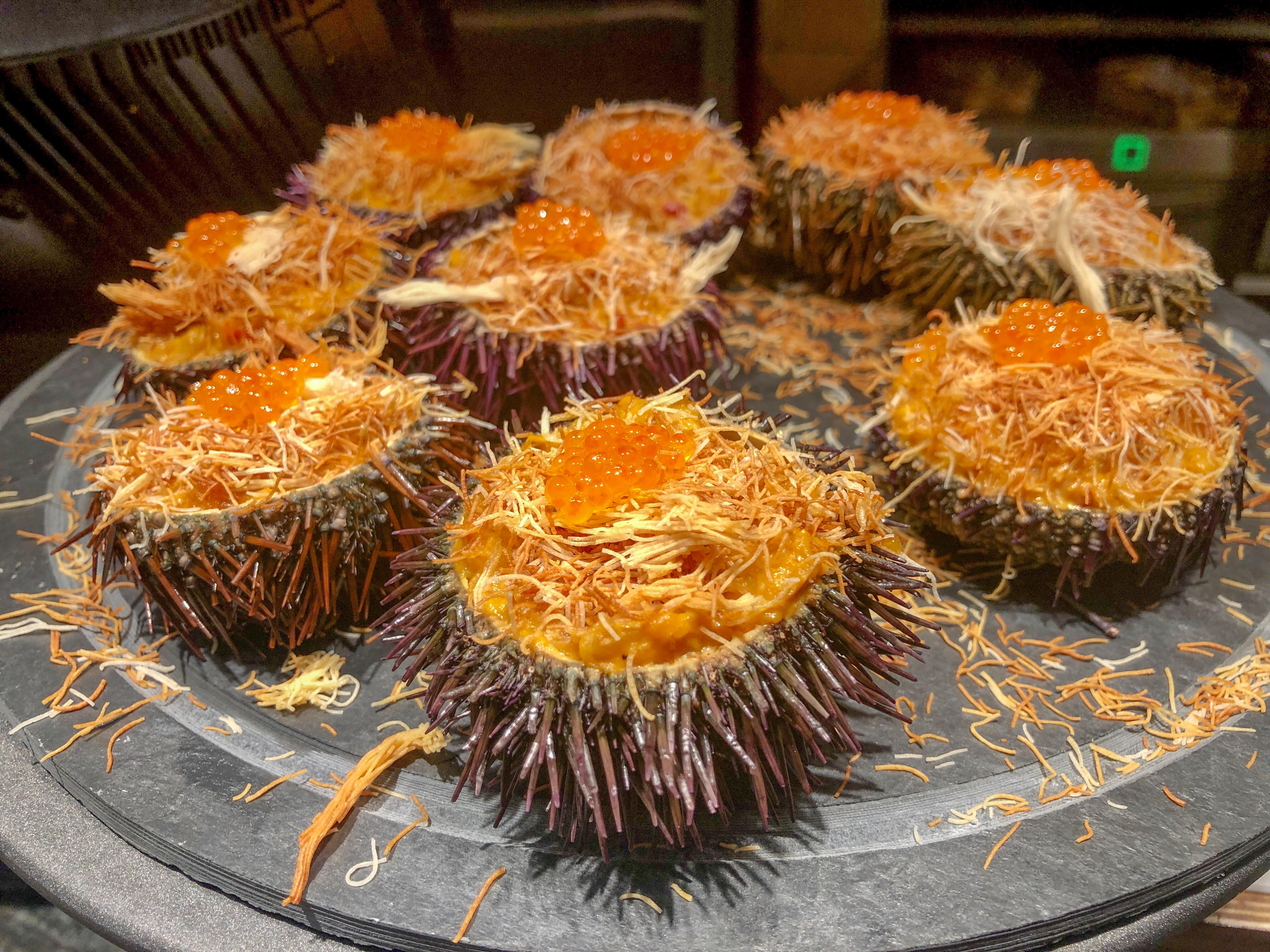
Plato a partir de erizos de mar

En España son muy valorados en el País Vasco, Asturias (donde se les conoce como oricios), Cádiz, Cataluña, Comunidad Valenciana, Baleares, Canarias y Galicia. Se comen cocidos y crudos en temporada (de enero a marzo); también se utilizan para elaborar el caviar de oricios, el paté de oricios, diversos revueltos, sopas, cremas, salsas, ceviches, arroces y pasta, etc.

En Perú es bastante cotizado el ceviche con erizo, el cual viene de la fusión de la comida peruana con la japonesa.

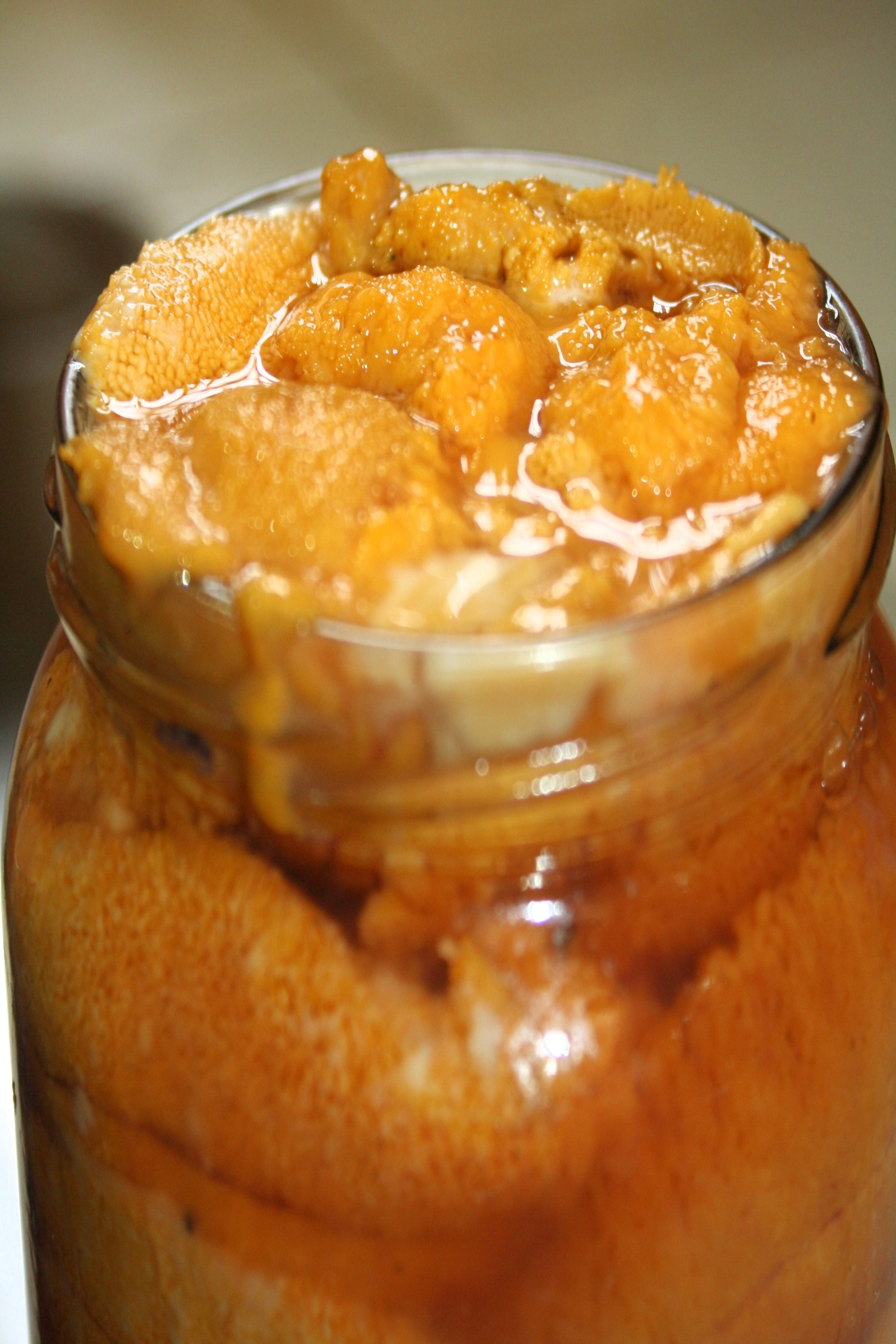
Lenguas de erizos - Puerto Montt - Chile.

## Fecundación
Como muchos otros organismo marinos, los erizos de mar liberan sus gametos, tanto óvulos como espermas, en el ambiente, por lo cual presentan fecundación externa. Esto crea una serie de dificultades haciendo que el encuentro entre estos dos no sea tan simple, y así mismo hayan desarrollado una serie de mecanismos para lidiar con estos problemas.
El primer problema al que se enfrentan, es lograr que sus gametos se encuentren en un medio tan amplio y de una concentración tan diluida como lo es el mar, de manera que existe una atracción específica de los espermatozoides de las especies, hacia los huevos. Dicha atracción de los espermatozoides hacia los huevos esta mediada por un mecanismo conocido como quimiotaxis, el cual consiste en un gradiente de un químico específico que es secretado por el huevo en un momento determinado, para el cual los espermatozoides de la misma especie tienen receptores en sus membranas celulares. Este receptor sufre un cambio conformacional como ocurre en el caso de la especie Arbacia punctulata, al unirse a la molécula quimiotáctica, en este caso llamada resact, el cual estimula la actividad enzimática del receptor, y finalmente con una serie de cambios estimula el movimiento flagelar del espermatozoide en una dirección determinada. Esto lleva finalmente al encuentro de los gametos, lo cual es un primer paso para llegar a la fecundación del huevo (Gilbert, 2005).

La siguiente interacción entre el gameto femenino y masculino es conocida como reacción acrosómica, la cual consiste en la interacción de la membrana celular del espermatozoide con una serie de componentes de la capa que recubre el óvulo. Al igual que en la quimiotaxis, los compuestos de tal capa se unen a receptores específicos de la membrana celular del espermatozoide, llevándolo a liberar una serie de enzimas acrosómicas, y así mismo a que se dé una extensión de actina, la cual formará un microfilamento. Dicho microfilamento se encuentra rodeado por otra molécula de reconocimiento para los gametos, molécula que encuentra receptores en el huevo y permite la adhesión a la membrana vitelina. Una vez adherido, el espermatozoide perfora un orificio, se adhiere a la membrana plasmática y se fusiona, para finalmente liberar el pronúcleo, permitiendo que este ingrese, y se una al óvulo (Gilbert, 2005).

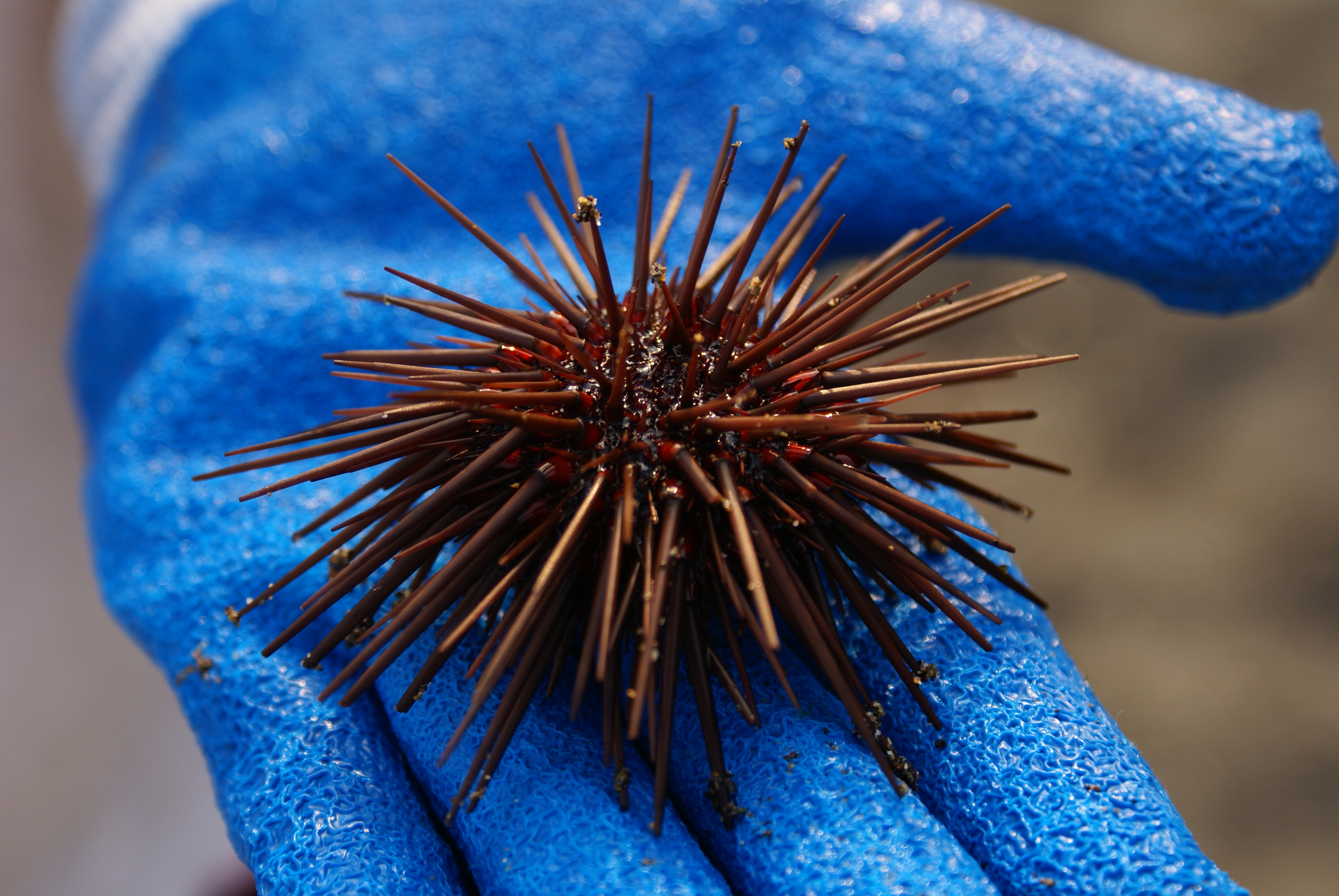
Erizo de mar de la costa de Veracruz, México.

### Segmentación
Los erizos de mar se caracterizan por presentar segmentación holoblástica radial, en donde las primeras siete divisiones corresponden en su patrón en cada individuo de la misma especie, es decir son “estereotípicas” en cuanto a que la primera y la segunda segmentación se orientan meridionalmente pasando a través del polo animal y del polo vegetal disponiéndose perpendicularmente entre sí. La tercera segmentación es ecuatorial y genera una separación entre el hemisferio animal y el hemisferio vegetal. A partir de este punto las divisiones no siguen un patrón similar dado que la cuarta división genera que las cuatro células presentes en el hemisferio animal se dividen meridionalmente dando lugar a ocho blastómeras denominadas mesómeras mientras que en el hemisferio vegetal debido a un proceso de segmentación ecuatorial no simétrico se dan lugar a ocho células, cuatro grandes denominadas macrómeras y cuatro pequeñas denominadas micrómeras (Summer et al., 1993).

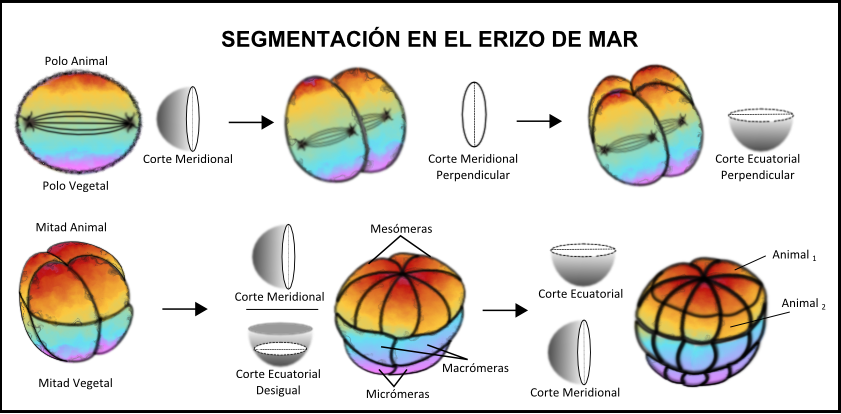
Fig 1. Proceso de Segmentación en el erizo de mar.

Posteriormente en el estadio de 16 células, las mesómeras se dividen ecuatorialmente y dan lugar a dos niveles de mesómeras animales superpuestas. Por otro lado, las macrómeras del hemisferio vegetal se dividen meridionalmente para dar lugar a un nuevo nivel de 8 células y las micrómeras, de manera más tardía se dividen y producen un grupo de células más pequeño ubicado en la parte posterior. Finalmente, en la sexta división las células alojadas en el hemisferio animal se dividen meridionalmente mientras que las células del hemisferio vegetal lo hacen ecuatorialmente. En la séptima división se revierte el patrón de orientación entre los dos hemisferios, animal y vegetal y a partir de este momento, la blástula de 128 células adquiere un patrón irregular en sus clivajes (Gilbert, 2005).

### Formación de la blástula
En el erizo de mar la blástula comienza desde el estadio de 128 células. En este momento las células se disponen para la formación de una esfera hueca cuya cavidad central es conocida como blastocele. Las células, en su mayoría conservan el mismo tamaño y se encuentran en contacto directo con el líquido proteico que resguarda el blastocele y con capas hialinas en su entorno inmediato exterior. La formación de una lámina epitelial sucede gracias al establecimiento de uniones estrechas entre cada una de las blastómeras (Dan-Sohkawa & Fujisawa, 1980). Con las divisiones sucesivas, la blástula se convierte en una capa celular gruesa a medida que se expande. Dos argumentos explican este fenómeno: el flujo de agua que expande al blastocele y la adhesión estrecha de las blastómeras a la capa hialina (Ettensohn e Ingersoll, 1992).
Cuando las células son especificadas el patrón de segmentaciones rápidas y no modificadas se detiene, aproximadamente en la novena división según la especie de erizo de mar. El desarrollo de cilios trae consigo la formación de una blástula ciliada, la cual rota sucesivamente al interior de la membrana de fecundación. (Gilbert, 2005). Tras esto, las células localizadas en el polo vegetal se transforman progresivamente engrosando su pared y dando lugar a la formación de la placa vegetal. Por último, las células del hemisferio animal secretan una enzima cuya función principal es la de digerir la membrana de fecundación, entonces como consecuencia el embrión se convierte en una blástula eclosionada en contacto con el agua (Lepage et al., 1992).

### Determinación de mapas de destino celular
Los mapas de destino originalmente o simplemente desarrollados para el erizo de mar seguían las futuras generaciones de blastómeras a partir del estadio de 16-células. Progresivamente se desarrollaron técnicas para el mejoramiento de los mapas mediante el uso de tinciones específicas con marcadores fluorescentes que permiten seguir las divisiones celulares de las blastómeras de manera más precisa. Gracias a esto se logró definir el mapa de destino y linaje celular del erizo en un estadio de 60 células en donde se observa de manera clara que la mayoría de las células aún conservan su capacidad de ser pluripotentes a pesar de que se encuentran especificadas, por lo que el compromiso no es del todo irreversible. Es decir que experimentalmente se puede inducir la formación de otros tipos celulares a los originales si es cambiada la posición inicial de la célula a investigar (Wray, 1999).

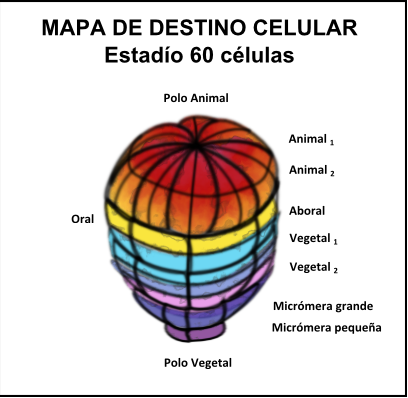
Fig 2.Mapa de destino celular estadio 60 células.

En general, las células localizadas en el hemisferio animal del embrión en desarrollo darán lugar al ectodermo, específicamente la piel y las neuronas de los estadios larvales y adultos. En contraste, las células de la capa vegetal dan lugar al endodermo como futura capa epitelial, el celoma para el desarrollo de la pared corporal interna, el mesénquima secundario que origina células musculares e inmunocitos y el mesénquima primario (primer nivel de micromeras) para el desarrollo del esqueleto (Logan y McClay, 1999). De manera interesante se ha observado que este último grupo de células mencionadas es el único que se específica de manera autónoma debido a que tras repeticiones de experimentos para inducir la diferenciación, este grupo celular permanece formando espículas esqueléticas sin importar el lugar donde sean trasplantadas y puede llegar incluso a inducir sitios de gastrulación secundarios mediante la alteración de los destinos de células vecinas trayendo como consecuencia la formación de un intestino secundario (Ransick y Davidson, 1993). Las células restantes adquieres sus destinos celulares mediante mecanismos de especificación condicional.

### Especificación de las micrómeras
La β-catenina es la principal candidata como molécula responsable del proceso de especificación de las micrómeras del embrión de erizo de mar. Esta se caracteriza por su función como factor de transcripción activado por la vía Wnt y por su capacidad de inducción dirigida a células vecinas (acción paracrina). Se ha observado que en estadios iniciales del desarrollo esta molécula se acumula en los núcleos de las células cuyo destino celular se encuentra relacionado con la formación de endodermo y mesodermo. Se cree que este aumento en la concentración de β-catenina es el responsable de la especificación del hemisferio vegetal en el embrión de los equinoideos. Mediante el desarrollo experimental para la inducción de acumulación de β-catenina por el tratamiento de cloruro de calcio se pudo observar que células del ectodermo presuntivo se transformaban a células endodérmicas (Logan et al., 1998). El mecanismo molecular general aún no se encuentra totalmente establecido pero se sabe que el gen mediador de la especificación de las micrómeras es Pmar1, el cual codifica para un factor de transcripción represor y conlleva la caracterización de células mesenquimáticas primarias (Oliveri et al., 2002).

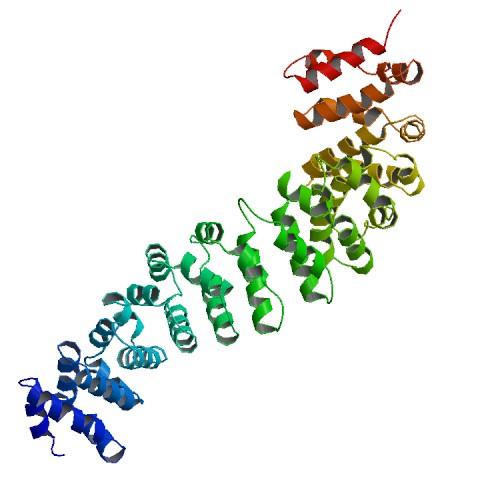
Fig 3.Estructura molecular de Beta-catenina.

### Especificación de células vegetales
Las células del hemisferio vegetal son especificadas por tres ondas de señalización diferentes. En la primera se regulan los niveles de β-catenina lo que induce a la formación de presuntivas células formadoras de endodermo y mesodermo. En segundo lugar, se emite una señal inductiva temprana o inicial desde las micrómeras, lo que especifica la formación del mesendodermo. Finalmente, la proteína Delta activa la vía Notch sobre las micrómeras y las diferencia a mesénquima secundaria para culminar con el proceso de especificación (Sweet et al., 1999). Wnt 8 parece tener una acción de tipo autocrina para la especificación del endodermo.

### Diferenciación y el papel de los factores de transcripción
Los factores de transcripción cumplen la función de activar genes específicos para la caracterización de los distintos tipos celulares a desarrollar. Endo16 es un gen que codifica para una proteína endodérmica y ha sido bastante estudiado en diferentes investigaciones. Parece que esta molécula es secretada por células endodérmicas por lo que funciona como un marcador de linaje celular permitiendo el seguimiento de la formación del intestino y sus tejidos específicos. La región regulatoria ubicada corriente arriba de endo16 está compuesta por siete módulos con aproximadamente 13 diferentes factores de transcripción repartidos entre los mismos. Se sabe que estos pueden adoptar rutas tanto activadoras como inhibidoras de la transcripción y que un efecto sinérgico entre los distintos módulos es el que se encarga de la regulación de la expresión de endo16 restringida a regiones del intestino medio. (Yuh et al., 2001).

### Especificación de ejes
En etapas iniciales de blastulación los destinos celulares específicos se orientan a lo largo del eje animal vegetal establecido en el óvulo previo al proceso de fecundación. Además, este eje incluye como función la estructuración del futuro eje antero-posterior, en donde células del hemisferio vegetal secuestran componentes moleculares específicos y heredados maternalmente para la correcta inducción del desarrollo posterior en dicha región. El eje dorso-ventral normalmente es especificado durante estadios más avanzados del desarrollo posteriores a procesos de fecundación, generalmente por el primer plano de segmentación sucedida en el clivaje (Gilbert, 2005).